# Demet (Zeitschrift)
Mit der Machtübernahme der Jungtürken im Jahr 1908 wurde auch die Zensur der Presse abgeschafft. Dadurch kam es zu einer Belebung des Verlagswesen und es wurde eine Vielzahl von neuen Zeitungen herausgegeben. Bedingt durch die Wirren der Zeit hatten diese Zeitungen und Zeitschriften im Allgemeinen nur eine kurze Erscheinungsdauer.
Die osmanische Frauenzeitschrift Demet (osmanisch: دمت; İA: Demet; deutsch: „Blumenstrauß“) wurde 1908, zwei Wochen nach Ausrufung der Zweiten Verfassungsperiode, in Istanbul gegründet. Demet bezeichnete sich in ihrem Untertitel als Literarische, wissenschaftliche, politische wöchentliche Ratgeberzeitschrift für Frauen. Die Ideen, die durch den politischen Fortschritt im Umfeld der Jungtürkischen Revolution entstanden, widerspiegelten sich auch in den Artikeln der Zeitschrift. Sie erschien vom 30. September 1908 (17 Eylül 1324) bis zum 11. November 1908 (29 Teşrîn-i evvel 1324).  Insgesamt existieren sieben Ausgaben, die einmal wöchentlich jeweils an einem Mittwoch herausgegeben wurden.
Chefredakteur und Herausgeber war Celāl Sāhir (1883–1935). Obwohl sich diese Zeitschrift an Frauen richtete, bestand die Redaktion der ersten beiden Ausgaben neben dem Herausgeber nur aus Männern, wie Mehmet Akif Ersoy (1873–1936), Selim Sırrı (Tarcan) (1874–1957) und Enis Avni (1886–1958). Zu den Autorinnen zählten später u. a. Halide Salih Hanımlar (Halide Edip, 1884–1964), Nigar Bint-i Osman (1862–1918) und İsmet Hakkı Hanım.
Als Literaturmagazin enthielt Demet hauptsächlich Gedichte und Geschichten. Darüber hinaus gab es Beiträge zur Gesundheit, zur Mode und zur Kindererziehung.
Neben literarischen und wissenschaftlichen Artikeln waren für die Leserinnen vor allem die politischen Veröffentlichungen von großem Interesse. In der Zeitschrift Demet konnten Frauen zum ersten Mal derartige Artikel lesen.
Die Autoren und Autorinnen erläuterten in ihren Beiträgen ihre Ansichten über die Förderung von Frauen und ihrer Bildung, über die Bedeutung der Frau in der Familie und als gute Ehefrau und Mutter für die Gesellschaft.
Die Familie wurde als Ursache vieler Probleme in der Gesellschaft und der Rückständigkeit der Gesellschaft im Allgemeinen angesehen. Ziel der Zeitschrift war, osmanischen Frauen eine Möglichkeit zu bieten, sich einmal pro Woche mit literarischen und naturwissenschaftlichen Themen beschäftigen zu können und sich dabei neue Kenntnisse anzueignen. Der Aufstieg der osmanischen Zivilisation sollte durch Förderung und Bildung der Frauen sichergestellt werden, denn insbesondere die unzulängliche Bildung der Frauen in den Familien wurde als Ursache für die im Vergleich mit westlichen Ländern bestehende Rückständigkeit der Gesellschaft und der Nation als Ganzes angesehen. Gut ausgebildete Frauen würden als Mütter eine gebildete nachfolgende Generation heranwachsen lassen. Frauenförderung wurde nicht im Sinne von Frauenrechten betrachtet, sondern als Notwendigkeit für den Fortschritt des Landes.
Demet gilt in der Literatur neben Kadınlar Dünyası (1913–1921), Maḥāsin (1908–1910) und Kadın (1908–1910) als eine der wichtigsten und ersten Frauenzeitschriften der Zweiten Verfassungsperiode. Nach der kurzen Erscheinungsdauer der Zeitschrift Demet veröffentlichten deren Autoren und Autorinnen ihre Artikel in den Zeitschriften Maḥāsin und Kadın.
Eine vollständige und freizugängliche Online-Version der Zeitschrift befindet sich in den Digitalen Sammlungen der Universitäts- und Landesbibliothek Bonn.